# Франк Гоффмайтер
Франк Гоффмайтер (нім. Frank Hoffmeister, 9 жовтня 1965) — німецький плавець.
Учасник Олімпійських Ігор 1988 року.
Призер Чемпіонату світу з водних видів спорту 1986, 1991 років.
Призер Чемпіонату Європи з водних видів спорту 1987 року.